# Alex Portal
Alex Portal (Saint-Germain-en-Laye, 12 de febrero de 2002) es un nadador paralímpico francés. Compitió en los Juegos Paralímpicos de Tokio 2020, ganando dos medallas, y en los Juegos Paralímpicos de París 2024, ganando cuatro medallas.

## Biografía
Nació el 12 de febrero de 2002 en Saint-Germain-en-Laye, Francia. Él y su hermano menor Kylian nacieron con albinismo ocular, una condición que resulta en mala visión. Alex comenzó a nadar a los cinco años en el club CN Pecq, y más tarde comenzó a competir a los siete años con el club Cercle des nageurs de l'ouest en Saint-Germain-en-Laye. Asistió a la escuela de negocios Ecole de Management Léonard De Vinci.
Inicialmente compitió contra nadadores sin discapacidades, antes de registrarse para natación paralímpica en 2016. Compitió en el campeonato nacional francés y poco después se clasificó para el equipo nacional. Clasificado como nadador S13, Portal ganó dos medallas en el Campeonato Mundial de Paranatación de 2019. Se clasificó para los Juegos Paralímpicos de Tokio 2020 y ganó dos medallas: un bronce en los 400 m libre S13 y una plata en los 200 m combinados S13. En septiembre de 2021, fue distinguido con la Orden Nacional del Mérito por la presidencia de Francia.
En 2022, ganó cuatro medallas, incluida una de oro, en el Campeonato Mundial de Para Natación. Al año siguiente, ganó tres medallas de oro y una de plata en los campeonatos mundiales. En la prueba de 400 m libre, en la que ganó el oro, su hermano Kylian también compitió y ganó el bronce.
En diciembre de 2023, Portal y su hermano recibieron becas de la ciudad de Saint-Germain-en-Laye por valor de 5.000 €. En 2024, se instaló un cartel a la entrada de la ciudad para celebrar los logros de los dos hermanos. En el Campeonato Europeo de 2024, Alex ganó cuatro medallas. Tanto él como su hermano fueron seleccionados para los Juegos Paralímpicos de París 2024. En los Juegos Paralímpicos, Alex ganó cuatro medallas: plata en los 100 m mariposa, plata en los 400 m libre, plata en los 200 m combinados y bronce en los 100 m espalda. En los 400 m libres, quedó un puesto por encima de su hermano Kylian, medallista de bronce.